# Bathyclarias
Bathyclarias é um género de peixe da família Clariidae.
Este género contém as seguintes espécies:
- Bathyclarias atribranchus (Greenwood, 1961)
- Bathyclarias eurydon P. B. N. Jackson, 1959
- Bathyclarias filicibarbis P. B. N. Jackson, 1959
- Bathyclarias foveolatus (P. B. N. Jackson, 1955)
- Bathyclarias longibarbis (Worthington, 1933)
- Bathyclarias nyasensis (Worthington, 1933)
- Bathyclarias rotundifrons P. B. N. Jackson, 1959
- Bathyclarias worthingtoni P. B. N. Jackson, 1959